# 大谷口駅
大谷口駅（おおやぐちえき）は、かつて千葉県東葛飾郡小金町（現：松戸市）にあった流山電気鉄道（現：流鉄流山線）の鉄道駅。
1916年（大正5年）開業。1953年（昭和28年）廃止。同年数百メートル離れた位置に初代小金城趾駅開業。実質移転。
国土交通省　国土地理院内の空中写真閲覧サービスにて同駅が確認できる航空写真が複数枚公開されているが、有償の高画質版であっても細部は不鮮明。しかし現存はこの航空写真しかない。
大谷口駅跡地に建つ民家の写真：1961年（昭和36年）頃に撮影されたとされる大谷口駅跡地の写真。同年の航空写真と大谷口駅廃止前の航空写真を比較すると建物が別である事が確認できるが、敷地の形状は開業時の名残を残す。この写真は広々とした田園と沿線に建つ民家、及び流山線車両が写された作品で複数の方向から撮影されている。現在松戸市立博物館所蔵。『写真集 松戸の昭和史』等にこの写真が掲載されている。